# Martin Johansson (orienterare)
Per Martin Johansson, född 26 september 1984 i Avesta, är en svensk orienterare som tävlar för IFK Mora OK. Han tävlar även i längdskidåkning, skidorientering och terränglöpning. Han var kransmas i Vasaloppet 2006.
Johansson blev allvarligt skadad under orienterings-VM 2009 då han spetsades av en gren. Han återhämtade sig dock bra från skadan och den 16 januari 2010 gjorde han debut i världscupen i längdskidåkning på 15 km klassisk stil i Otepää och slutade på en fjortonde plats. Hans bästa resultat i världscupen är från femmilen i Holmenkollen 2014 då han slutade som trettonde man.

## Biografi

### Tidigt liv
Johansson deltog i olika sporter som barn, bland annat hockey, friidrott, skidåkning och bordtennis. Hockey var hans favoritsport, men eftersom han var liten och mager (drygt 50 kg vid 16 års ålder) fick han överge den vid 13–14 års ålder. Han gick över till skidåkning på vintern och löpning på sommaren och kombinerade både med orientering och träning i klubben IFK Mora. Omfattande träning byggde gradvis upp muskler och framgång i lokala tävlingar, både i skid- och orientering. Överträning gjorde att han fick avstå från tävlingar under 6 månader före säsongen 2004. Men han återhämtade sig och vann silvermedalj i skidstafett i Vuokatti 2004, samt guldmedalj i stafett och silver i långdistans vid Juniorvärldsmästerskapen i orientering i Gdańsk 2004.

### Orientering

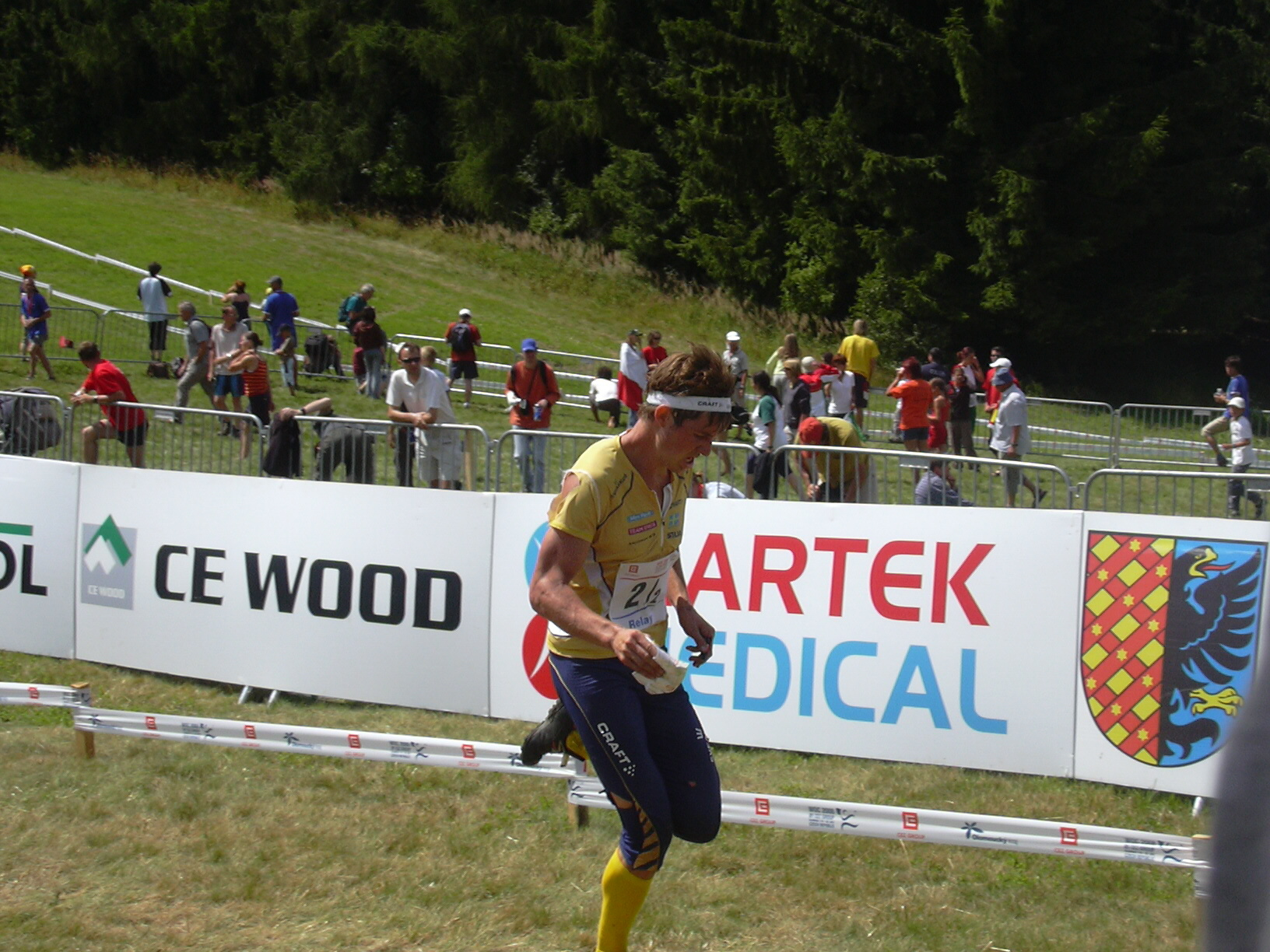
Martin Johansson (Olomouc 2008)

2005 debuterade Johansson i seniortävlingar. Vid världsmästerskapet 2005 slutade han på plats 8 i herrarnas medeldistanstävling. Trots att han var en svensk mästare i sprint, ingick han inte i det svenska laget för världsmästerskapen i orientering (WOC) 2005 i Aichi, men han tävlade för laget i andra evenemang. Vid 2007 års världsmästerskap i orientering i Kiev hade han kollapsat på långdistansloppet, men återhämtade sig otroligt och tog bronsmedalj i sprinten bara några dagar efter det. Innan orienterings-VM 2008 i Olomouc hade han en allvarlig tåskada, men återhämtade sig och tog återigen en bronsmedalj i sprint.

### 2009 WOC-skada
Hans skador upphörde inte och den allvarligaste kom under Världsmästerskapen i orientering 2009 i Miskolc, Ungern. 21 augusti slutade han som femma i sprint och nästa gren var stafett. Det svenska laget kämpade om segern med Frankrike och Norge, och varje lag satte den starkaste löparen på sista sträckan. Fransmannen Thierry Gueorgiou var favorit och ledde loppet, men gjorde ett orienteringsmisstag och hamnade bakom Johansson. I slutet av loppet skadades Johansson i en händelse som ingen bevittnat, inte ens Johansson själv. Han beskrev det när han sprang nerför och plötsligt träffade något honom i quadriceps. Han tog några steg, men var tvungen att stanna och hittade en stor trädgren som stack ut ur hans ben. Han föll och fick panik och förväntade sig en blodstänk, men såg Gueorgiou komma och ropade på hjälp. Gueorgiou slutade och fick snart sällskap av norrmannen Anders Nordberg och tjecken Michal Smola. Johansson sa åt dem att fortsätta springa, men de vägrade och började arbeta som ett team. Nordberg sprang till mållinjen för att få hjälp, medan Gueorgiou och Smola tog bort grenen, som genomborrade benet 12 cm djupt, och spände såret med Gueorgious skjorta och remmarna på hans GPS-enhet. Sedan bar de Johansson, som svimmade flera gånger under tiden, till vägen där en ambulans väntade. Efter att Johansson var på väg till sjukhuset fortsatte Smola, Gueorgiou och Nordberg loppet. De joggade tillsammans och slutade på plats 25, 26 och 27.

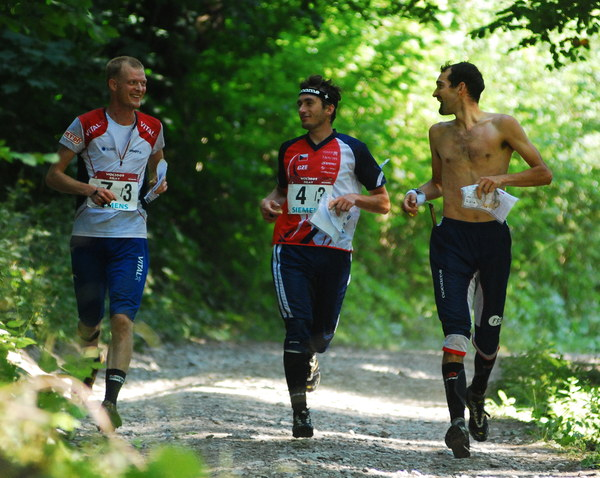
Nordberg, Smola, och Gueorgiou avslutade sitt lopp sedan de hade hjälpt Johansson. Gueorgiou har pinnen i sin ficka.

Allt detta bevittnades av åskådare världen över som följde stafettloppet för män via GPS-spårning som visades live på Internet. Fotorienteringslopp är terränglopp, off-rail-lopp och det föredragna vägvalet är ofta genom skogar. Därmed har åskådarna begränsad tillgång på banan. Åskådare som tittade på en karta över det pågående loppet bevittnade det märkliga beteendet hos de fyra ledarnas GPS-spår – banorna stannade. Snart började Nordbergs spår röra sig igen, men de gick till vägen och sedan till målområdet.
Tolkningen av Internationella orienteringsförbundet (IOF)s tävlingsregler var ifrågasatt: regel 26.13 säger "Arrangören måste ogiltigförklara en tävling om det vid något tillfälle står klart att omständigheter har uppstått som gör tävlingen orättvis eller farlig för de tävlande". Efter mycket övervägande om huruvida stafetten skulle ogiltigförklaras eller inte, förklarade arrangörerna att den skulle vara giltig. Internationella orienteringsförbundets ordförande Åke Jacobson sade till Gueorgiou, Nordberg och Smola "Det ni gjorde idag är ett bra exempel på extrem sportanda och rättvist spel. Du är en inspiration för oss alla!" Eftersom ett orienteringsstafettlag har 3 löpare utgjorde Gueorgiou, Nordberg och Smola "Team Fairplay".
Johansson genomgick en operation för att rensa upp det infekteradeen såret. Operationen var framgångsrik och redan den 26 augusti 2009 återvände han hem och berömde de ungerska läkarna.

### Skidåkning
Vid Juniorvärldsmästerskapen i skidorientering i Vuokatti, Finland 2004, slutade Johansson, förutom silvret i stafett, även på sjätte plats på långdistans och på sjätte plats i kortdistansgrenarna.
Som en stark längdskidåkare, som regelbundet tävlade på FIS Cross-Country World Cup under vintersäsongerna, deltog han i Vasaloppet 2006 – ett 90 km lopp som årligen hålls i nordvästra Dalarna, Sverige, det äldsta och ett av de världens största längdskidsmaraton. Han var i den främre gruppen, men slutade runt plats 50.
Johansson representerade Sverige vid Världsmästerskapet i längdskidåkning 2007, 2015 och 2017.
Den 28 augusti 2009 placerades Johansson på sjunde plats vid World Foot-orienteering rankningskvalificeringen. Hans bästa resultat uppnåddes vid världscuperna – två bronsmedaljer i sprint och långlopp 2007 och en guldmedalj på långloppet i Oslo 2009. Hans bästa VM-resultat är två bronsmedaljer i sprint, och hans bästa VM-prestationer i andra grenar är mer blygsamma – plats 9 på långdistans och 8 i stafett, båda i Olomouc 2008. Han tävlade inte i WOC-mellanloppet. Johansson deltog i EM i orientering i Ventspils Lettland (2008) och kom på plats 5 på långdistansen, plats 12 i sprint och plats 6 i stafett.